# غیث جمعه
غیث جمعه (انگلیسی: Ghaith Jumaa؛ زادهٔ ۲ نوامبر ۱۹۸۸) یک ورزشکار است.